# Mælifellshnjúkur
Mælifellshnjúkur är ett berg i republiken Island. Det ligger i regionen Norðurland vestra, 180 km nordost om huvudstaden Reykjavík. Toppen på Mælifellshnjúkur är 1 147 meter över havet.
Trakten runt Mælifellshnjúkur är nära nog obefolkad, med mindre än två invånare per kvadratkilometer. Närmaste större samhälle är Varmahlíð, omkring 19 kilometer norr om Mælifellshnjúkur. Trakten runt Mælifellshnjúkur består i huvudsak av gräsmarker.